# Pallacanestro Olimpia Milano 1984-1985
Questa voce raccoglie le informazioni riguardanti la Pallacanestro Olimpia Milano nelle competizioni ufficiali della stagione 1984-1985.

## Stagione

La Simac festeggia il 21º scudetto

L'Olimpia Milan, sponsorizzata Simac, è guidata nella stagione 1984-1985 dal tecnico Dan Peterson e prende parte al campionato di serie A1.
In Coppa Italia, dopo aver eliminato con una doppia vittoria l'Honky Fabriano, l'Olimpia affronta nei quarti di finale la Scavolini Pesaro; una pesante sconfitta 97 a 120 nell'andata a Pesaro rende inutile il tentativo di rimonta nel ritorno a Milano del 3 gennaio 1985 che si ferma sul 100 a 81 determinando l'eliminazione dei milanesi.
La partecipazione alla Coppa Korać vede la Simac superare il girone di quarti di finale davanti a Stroitel Kiev, Stade français e ai Turchi del Fenerbahçe, in semifinale vengono superati con una doppia vittoria gli jugoslavi della Stella Rossa Belgrado. Nella finale 
disputata il 21 marzo 1985 al Palais du Midi di Bruxelles viene affrontata e battuta per 91 a 78 la Ciaocrem Varese conquistando così il trofeo.
La regular season del campionato vede la squadra di Milano terminare seconda dietro il Banco di Roma. Nei play off incontra nei quarti di finale la Virtus Bologna eliminandola con due partite vinte a zero, stesso esito hanno le semifinali contro la Berloni di Torino e le partite di finale contro la Scavolini Pesaro; l'Olimpia vince così il suo ventunesimo scudetto.

## Roster
| Nominativo           | Nazionalità        | Note        |
| -------------------- | ------------------ | ----------- |
| Mike D'Antoni        | Stati Uniti Italia | [ 6 ] [ 7 ] |
| Roberto Premier      | Italia             | [ 7 ]       |
| Russ Schoene         | Stati Uniti        | [ 7 ]       |
| Dino Meneghin        | Italia             | [ 7 ]       |
| Joe Barry Carroll    | Stati Uniti        | [ 7 ]       |
| Franco Boselli       | Italia             | [ 7 ]       |
| Renzo Bariviera      | Italia             | [ 7 ]       |
| Vittorio Gallinari   | Italia             | [ 7 ]       |
| Tullio De Piccoli    | Italia             | [ 7 ]       |
| Mario Governa        | Italia             | [ 7 ]       |
| Marco Lamperti       | Italia             | [ 7 ]       |
| Mario Pettorossi     | Italia             | [ 7 ]       |
| Riccardo Pittis      | Italia             | [ 7 ]       |
| Wally Walker         | Stati Uniti        | [ 7 ]       |
| Marco Baldi          | Italia             | [ 7 ]       |
| Michele Guardascione | Italia             | [ 7 ]       |

## Mercato

Il centro statunitense Joe Barry Carroll, alla sua unica stagione in canotta Simac.

Escono dalla rosa dell'Olimpia Vittorio Ferracini, John Gianelli, Antoine Carr, Earl Cureton mentre i principali acquisti sono costituiti da Russ Schoene, Wally Walker e soprattutto da Joe Barry Carroll che nel 1980 era stato prima scelta assoluta dei Golden State Warriors.
In questa stagione esordisce in serie A1 anche Riccardo Pittis, proveniente dal vivaio della squadra.

## Risultati

### Serie A1

#### Play-off

##### Quarti di finale
| Arbitri: | Adolfo Marchis Giovanni Garibotti |

|              |            |               |
| Dan Peterson | Allenatori | Alberto Bucci |

| Arbitri: | Michele Cagnazzo Luigi Bianchi |

|               |            |              |
| Alberto Bucci | Allenatori | Dan Peterson |

##### Semifinali
| Arbitri: | Armando Pinto Carlo Filippone |

|              |            |                    |
| Premier 27   | Punti      | 33 May             |
| Dan Peterson | Allenatori | Giuseppe Guerrieri |

| Arbitri: | Paolo Zanon Giorgio Gorlato |

|           |            |           |
| Gibson 22 | Punti      | 38 Carrol |
| Guerrieri | Allenatori | Peterson  |

##### Finali
| Arbitri: | Giorgio Gorlato Paolo Zanon |

|              |            |                 |
| Premier 32   | Punti      | 26 Zampolini    |
| Dan Peterson | Allenatori | Giancarlo Sacco |

| Arbitri: | Paolo Fiorito Maurizio Martolini |

|                        |            |              |
| Federick, Zampolini 19 | Punti      | 29 Carrol    |
| Sacco                  | Allenatori | Dan Peterson |

### Coppa Korac

#### Quarti di finale
| Parigi 5 dicembre 1984 Gara-1                                                                                              | Stade français | 88 – 109           | Olimpia Milano |  |
| \| \| \| \| \| Hervé Dubuisson 20 \| Punti \| 27 Roberto Premier \| \| Michel Dragutin Čermak \| Allenatori \| Peterson \| |                |                    |                |  |
| |                |                    |                |  |
| Hervé Dubuisson 20 | Punti          | 27 Roberto Premier |                |  |
| Michel Dragutin Čermak | Allenatori     | Peterson           |                |  |

| 12 dicembre 1984 Gara-2                                                                                         | Fenerbahçe | 88 – 108             | Olimpia Milano |  |
| \| \| \| \| \| Calvin Roberts 36 \| Punti \| 27 Joe Barry Carroll \| \| Önder Okan \| Allenatori \| Peterson \| |            |                      |                |  |
| |            |                      |                |  |
| Calvin Roberts 36                                                                                               | Punti      | 27 Joe Barry Carroll |                |  |
| Önder Okan | Allenatori | Peterson             |                |  |

| 9 gennaio 1985 Gara-3                                                            | Olimpia Milano | 94 – 86 | Stroitel Kiev |  |
| \| \| \| \| \| Roberto Premier 22 \| Punti \| \| \| Peterson \| Allenatori \| \| |                |         |               |  |
|                                                                                  |                |         |               |  |
| Roberto Premier 22                                                               | Punti          |         |               |  |
| Peterson                                                                         | Allenatori     |         |               |  |

| 16 gennaio 1985 Gara-4 | Olimpia Milano | 108 – 94               | Stade français |  |
| \| \| \| \| \| Roberto Premier 30 \| Punti \| 43 Hervé Dubuisson \| \| Peterson \| Allenatori \| Michel Dragutin Čermak \| |                |                        |                |  |
| |                |                        |                |  |
| Roberto Premier 30 | Punti          | 43 Hervé Dubuisson     |                |  |
| Peterson | Allenatori     | Michel Dragutin Čermak |                |  |

| 23 gennaio 1985 Gara-5                                                                                     | Olimpia Milano | 103 – 85          | Fenerbahçe |  |
| \| \| \| \| \| Russ Schoene 28 \| Punti \| 37 Calvin Roberts \| \| Peterson \| Allenatori \| Önder Okan \| |                |                   |            |  |
| |                |                   |            |  |
| Russ Schoene 28                                                                                            | Punti          | 37 Calvin Roberts |            |  |
| Peterson                                                                                                   | Allenatori     | Önder Okan        |            |  |

| 30 gennaio 1985 Gara-6                                                                                 | Stroitel Kiev | 83 – 84              | Olimpia Milano |  |
| \| \| \| \| \| Aleksandr Volkov 26 \| Punti \| 26 Joe Barry Carroll \| \| \| Allenatori \| Peterson \| |               |                      |                |  |
| |               |                      |                |  |
| Aleksandr Volkov 26                                                                                    | Punti         | 26 Joe Barry Carroll |                |  |
| | Allenatori    | Peterson             |                |  |

#### Semifinali
| 20 febbraio 1985 Andata                                    | Olimpia Milano | 109 – 86       | Stella Rossa Belgrado |  |
| \| \| \| \| \| Peterson \| Allenatori \| Ranko Žeravica \| |                |                |                       |  |
|                                                            |                |                |                       |  |
| Peterson                                                   | Allenatori     | Ranko Žeravica |                       |  |

| 25 febbraio 1985 Gara-2 | Stella Rossa Belgrado | 99 – 100                         | Olimpia Milano |  |
| \| \| \| \| \| Slobodan Nikolić 30 \| Punti \| 21 Roberto Premier, Russ Schoene \| \| Ranko Žeravica \| Allenatori \| Peterson \| |                       |                                  |                |  |
| |                       |                                  |                |  |
| Slobodan Nikolić 30 | Punti                 | 21 Roberto Premier, Russ Schoene |                |  |
| Ranko Žeravica | Allenatori            | Peterson                         |                |  |

#### Finale
| Bruxelles 21 marzo 1985 Finale                                                                              | Olimpia Milano | 91 – 78            | Pall. Varese | Palais du Midi (1500 spett.) |
| \| \| \| \| \| Schoene 33 \| Punti \| 28 Romeo Sacchetti \| \| Peterson \| Allenatori \| Riccardo Frates \| |                |                    |              |                              |
| |                |                    |              |                              |
| Schoene 33                                                                                                  | Punti          | 28 Romeo Sacchetti |              |                              |
| Peterson | Allenatori     | Riccardo Frates    |              |                              |